# Cary Challenger II 2023
Il Cary Challenger II 2023, noto come Atlantic Tire Championships per motivi di sponsorizzazione, è stato un torneo maschile di tennis professionistico giocato sul cemento. È stata l'11ª edizione del torneo, facente parte della categoria Challenger 75 nell'ambito dell'ATP Challenger Tour 2023. Si è giocato al Cary Tennis Park di Cary, negli Stati Uniti, dall'11 al 17 settembre 2023.

## Partecipanti

### Teste di serie
| Nazionalità | Giocatore       | Ranking* | Testa di serie |
| ----------- | --------------- | -------- | -------------- |
| Australia   | Rinky Hijikata  | 110      | 1              |
| Stati Uniti | Alex Michelsen  | 127      | 2              |
| Francia     | Enzo Couacaud   | 180      | 3              |
| Australia   | Adam Walton     | 195      | 4              |
| Regno Unito | Ryan Peniston   | 201      | 5              |
| Stati Uniti | Tennys Sandgren | 207      | 6              |
| Argentina   | Guido Andreozzi | 226      | 7              |
| Stati Uniti | Zachary Svajda  | 234      | 8              |

* Ranking al 28 agosto 2023.

### Altri partecipanti
I seguenti giocatori hanno ricevuto una wild card per il tabellone principale:
- Darwin Blanch
- William Jansen
- Pedro Ródenas

I seguenti giocatori sono entrati in tabellone con il ranking protetto:
- Christian Harrison
- Brayden Schnur

I seguenti giocatori sono passati dalle qualificazioni:
- Donald Young
- Strong Kirchheimer
- Pedro Vives Marcos
- Thai-Son Kwiatkowski
- Garrett Johns
- Jaimee Floyd Angele

Il seguente giocatore è entrato in tabellone come lucky loser:
- Cannon Kingsley

## Punti e montepremi
| Torneo    | Torneo              | V      | F     | SF    | QF    | 2T    | 1T  | Q | Q2  | Q1  |
| Singolare | Punti               | 75     | 50    | 30    | 16    | 7     | 0   | 4 | 2   | 0   |
| Singolare | Premi in denaro ($) | 10,840 | 6,355 | 3,780 | 2,200 | 1,300 | 780 | – | 390 | 200 |
| Doppio    | Punti               | 75     | 50    | 30    | 16    | –     | 0   | – | –   | –   |
| Doppio    | Premi in denaro ($) | 4,645  | 2,700 | 1,630 | 965   | –     | 545 | – | –   | –   |

## Campioni

### Singolare
Zachary Svajda ha sconfitto in finale  Rinky Hijikata con il punteggio di 7–6(3), 4–6, 6–1.

### Doppio
Andrew Harris /  Rinky Hijikata hanno sconfitto in finale  William Blumberg /  Luis David Martínez per 6–4, 3–6, [10–6].